# 波波郡

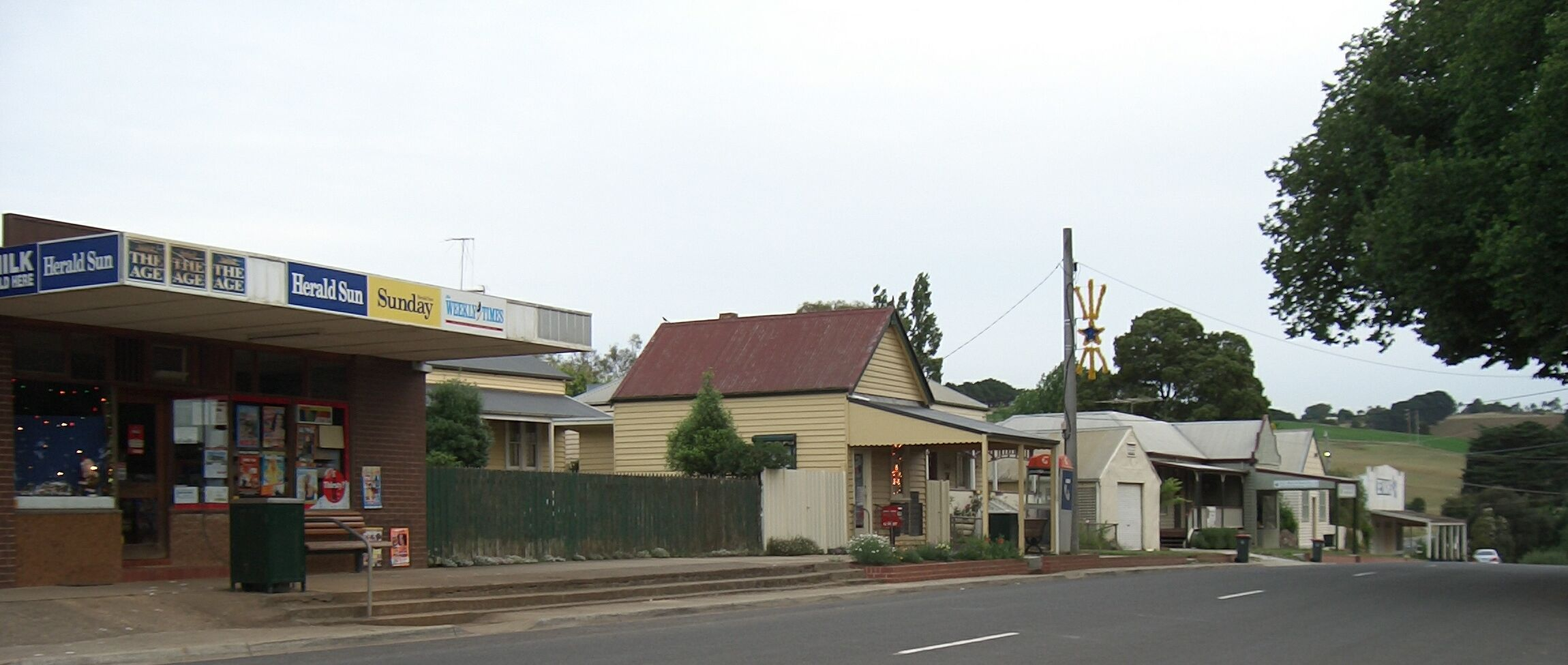
Thorpdale, 波波郡内的一个镇

波波郡是澳大利亚维多利亚州的一个地方政府区域，位于该州东部，面积4031平方公里，人口42864（2011年）。